# Holder da Silva
Holder Ocante da Silva (Bissau, 12 gennaio 1988) è un velocista guineense.

## Palmarès
| Anno | Manifestazione     | Sede           | Evento      | Risultato   | Prestazione | Note                                     |
| ---- | ------------------ | -------------- | ----------- | ----------- | ----------- | ---------------------------------------- |
| 2006 | Mondiali juniores  | Pechino        | 100 m piani | Batteria    | 11"01       |                                          |
| 2007 | Giochi panafricani | Algeri         | 100 m piani | Batteria    | 10"67       |                                          |
| 2007 | Giochi panafricani | Algeri         | 200 m piani | Semifinale  | 21"62       |                                          |
| 2007 | Mondiali           | Osaka          | 100 m piani | Batteria    | 10"68       |                                          |
| 2008 | Giochi olimpici    | Pechino        | 100 m piani | Batteria    | 10"58       |                                          |
| 2010 | Mondiali indoor    | Doha           | 60 m piani  | Batteria    | 7"07        |                                          |
| 2011 | Mondiali           | Taegu          | 200 m piani | Batteria    | 21"82       | Miglior prestazione personale stagionale |
| 2012 | Mondiali indoor    | Istanbul       | 60 m piani  | Batteria    | 6"95        |                                          |
| 2012 | Africani           | Porto-Novo     | 100 m piani | Batteria    | 10"82       |                                          |
| 2012 | Giochi olimpici    | Londra         | 100 m piani | Batteria    | 10"71       |                                          |
| 2013 | Mondiali           | Mosca          | 100 m piani | Batteria    | 10"70       |                                          |
| 2014 | Africani           | Marrakech      | 100 m piani | Semifinale  | 10"66       |                                          |
| 2014 | Africani           | Marrakech      | 200 m piani | Batteria    | 21"65       |                                          |
| 2015 | Mondiali           | Pechino        | 100 m piani | Batteria    | 10"68       |                                          |
| 2016 | Africani           | Durban         | 100 m piani | Batteria    | 10"93       |                                          |
| 2016 | Giochi olimpici    | Rio de Janeiro | 100 m piani | Preliminari | 10"97       |                                          |
| 2018 | Mondiali indoor    | Birmingham     | 60 m piani  | Batteria    | 7"20        | Miglior prestazione personale stagionale |